# Gundebaldo
Gundebaldo (en latín: Flavius Gundobadus), también llamado Gundobad (c. 452 – 516) fue magister militum del Imperio romano de Occidente (472-473) y rey de los burgundios (473-516).

## Biografía
Gundebaldo era hijo de Gondioc, rey de los burgundios y de una hermana del patricio romano Ricimero, magister millitum y verdadero poder detrás del trono del Imperio de Occidente. 
En 472 Gundebaldo era magister militum per Gallias, es decir, comandante del ejército de la Galia, que en ese momento formaba el Imperio de Occidente junto con Italia. Cuando su tío Ricimero se enfrentó con su suegro, el emperador Antemio, Gundebaldo fue llamado a Italia con sus tropas para apoyar al general rebelde.
En julio, Gundebaldo derrotó a las tropas de Antemio, cerca de Roma. Antemio mismo fue capturado y decapitado en la Basílica de San Pedro en el Vaticano o en Santa María en Trastevere, donde había buscado refugio. Algunas fuentes relatan que el propio Gundebaldo cortó la cabeza del emperador depuesto.

### General del Imperio
El 18 de agosto de 472, a la muerte de Ricimero, Gundebaldo heredó el cargo. Con su nuevo poder elevó al entonces Comes domesticorum, Glicerio, a la posición de emperador romano de Occidente. El emperador León I designó a Julio Nepote y Gundebaldo partió para Burgundia para ocuparse de la herencia al trono.

### Rey de los burgundios
Cuando murió su tío, Gundebaldo y sus tres hermanos Godegisilo, Chilperico II de Burgundia y Gundemaro II, se repartieron el trono. Pero Gundebaldo no se contentó con su parte de poder y se volvió en contra de sus hermanos con la esperanza de convertirse en el rey único. En el 486 mató a Gundemaro, aunque se sabe poco de este acontecimiento. Siete años después asesinó a Chilperico II, ahogó a su esposa y exilió a sus dos hijas, obligando a una de ellas, Croma, a convertirse en monja. La otra, Clotilde, se refugió con su tío Godegisilo. Más adelante, Clodoveo I, rey de los francos, la solicitó en matrimonio y su matrimonio posibilitaría la conversión al catolicismo de Clodoveo.
Con las muertes de Gundemaro y Chilperico II, Gundebaldo se convierte en rey único de Burgundia, manteniendo su hermano Godegisilo el gobierno en otro territorio también de los burgundios en torno a Ginebra.
A sus espaldas, Godegisilo pactó con Clodoveo I para derrocarlo del trono. En el 500 Gundebaldo y Clodoveo se enfrentaron en la batalla de Dijon. Gundebaldo confiaba en que su hermano vendría con refuerzos, ya que desconocía su traición. Su ejército fue derrotado y huyó, perseguido por Clodoveo I hasta Aviñón. Gundebaldo se temió lo peor con el ejército de Clodoveo a sus puertas. Envió a uno de sus hombres, llamado Aridio, para convencer a Clodoveo de que le repusiese en el trono a cambio de un tributo anual, petición a la que Clodoveo accedió.
Gundebaldo rompería el acuerdo con Clodoveo y sitiaría a su hermano Godegisilo en la ciudad de Vienne. Con el hambre asolando Vienne, Godegisilo expulsó a la gente común de la ciudad. Un indignado artesano, buscando venganza, se dirigió a Gundebaldo, que con su ayuda irrumpió en la ciudad por un acueducto. Godegisilo fue asesinado en el año 501 en una iglesia arriana junto con el obispo.
Gundebaldo, ya como único rey de los burgundios, hizo la paz con los francos, se convirtió al catolicismo y murió pacíficamente. Le sucedió su hijo Segismundo en el 516. También tuvo otro hijo: Gundemaro III, que sucedería a su hermano después de su muerte en el 524.

### LeyGombette
Gundebaldo es célebre por la obra legislativa de su reinado. En efecto, a principios del siglo VI, probablemente en 502, sancionó un cuerpo legislativo conocido como Ley de los burgundios o Lex Burgundionum, aplicable a los súbditos de ese origen. El código se denominó también Lex Gundobada, por el nombre del soberano, luego Lex Gumbata y fue transformada en francés en Loi Gombette. No obstante, se ha demostrado que el texto de este Código no proviene exclusivamente del reinado de Gundebaldo, varios títulos son sobra de su sucesor Segismundo y quizás del último soberano burgundio, Gundemaro III.
Es la primera colección de leyes de un rey germánico en la Galia; sólo después aparecieron los Códigos de los visigodos y, más tarde, de los francos. Sin embargo, ninguno como la Ley Gombette muestra mejor la fusión del derecho romano con el germánico.
El Código consta de dos conjuntos de leyes, el Liber Constitutionum, al cual se le aplica el nombre de Lex Gundobada,  (Títulos II-XLI) y las Constitutiones Extravagantes, es decir las Leyes adicionales. El objeto del conjunto es regular las relaciones personales entre los individuos. Gundebaldo hizo recopilar las leyes consuetudinarias de los burgundios y las organizó al estilo de las recopilaciones legales romanas, colocando al soberano como juez supremo y legislador.
Por testimonios se sabe que la Ley seguía teniendo vigencia en el siglo IX.

## Genealogía
Gundebaldo fue el hermano de:
- Godegisilo, rey de los burgundios, con sede en Lyon.

- Gundemaro II, rey de los burgundios, con sede en Vienne.

- Chilperico II de Burgundia, rey de los burgundios, con sede en Lyon (de 473 hasta su asesinato en 476). Este último tuvo como hijos a Clotilde, esposa del rey de los francos Clodoveo, y Sedeleuba, que se convirtió en monja tomando el nombre de Crona.

Gundebaldo tuvo por mujer principal a Caretène, una católica con la que tuvo dos hijos ilegítimos:
- San Segismundo, rey de los burgundios. Este último esposó, en primeras nupcias, a Ostrogotha, hija de Teodorico el Grande, en ese momento rey de los ostrogodos. En 522, en segundas nupcias, se casó con Constance, con la que tuvo una hija, Suavegota, que se convirtió en la esposa del rey de los francos Teodorico I , hijo mayor de Clodoveo.

- Gundemaro III, rey de los burgundios, 524 a 534, fecha de su abdicación.